# Dypsis hiarakae
Espèce
Statut de conservation UICN

 VU B1ab(ii,iii)+2ab(ii,iii) : Vulnérable
Dypsis hiarakae est une espèce de palmiers (Arecaceae), endémique de Madagascar. En 2012, comme en 1995, elle est considérée par l'IUCN comme une espèce vulnérable. Elle est menacée principalement par la déforestation due à l'exploitation forestière et l'agriculture itinérante.

## Répartition et habitat
Cette espèce est endémique au nord de Madagascar où elle a été observée dans 2 sites : Manongarivo et la péninsule de Masoala. Elle pousse dans la forêt tropicale humide, sur des pentes escarpées entre 100 et 900 m d'altitude.